# Haliotis alfredensis
Haliotis alfredensis (em inglês Port Alfred's abalone) é uma espécie de molusco gastrópode marinho pertencente à família Haliotidae. Foi classificada por Bartsch, em 1915. É endêmica da África do Sul.
É uma das cinco espécies do gênero Haliotis quase totalmente endêmicas da costa da África do Sul: Haliotis alfredensis, H. midae, H. parva, H. queketti e H. spadicea. É confundida com Haliotis speciosa, uma denominação em desuso de Haliotis tuberculata para espécimes do oeste da África.

## Descrição da concha
Haliotis alfredensis apresenta concha oval e moderadamente funda, com lábio externo arredondado e com superfície dotada de visíveis estrias de crescimento. Chegam até quase 8 centímetros e são geralmente de coloração creme, com difusas manchas em castanho-avermelhado. Os furos abertos na concha, de 6 a 8, são pequenos, circulares e pouco elevados. Região interna madreperolada, iridescente, apresentando o relevo da face externa visível.

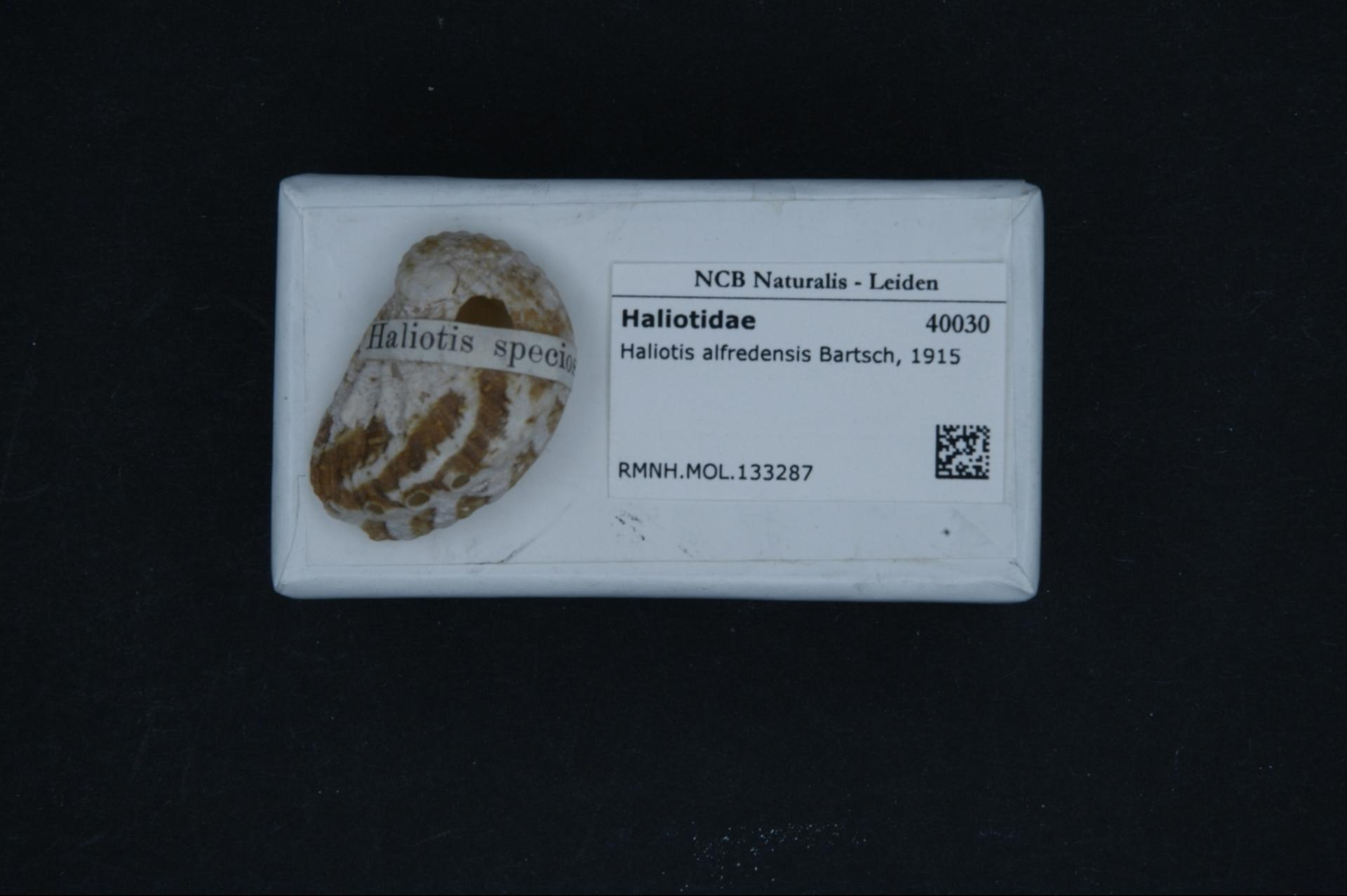
Concha de H. alfredensis (denominada H. speciosa), em museu.

## Distribuição geográfica
Haliotis alfredensis ocorre em águas rasas da zona nerítica, entre as rochas em profundidades de 5 a 20 metros, no sul da África, na costa da África do Sul; no Cabo Oriental, em Transkei.